# My Princess
My Princess (hay còn gọi là Công chúa của tôi) là một bộ phim hài lãng mạn kể về chuyện tình giữa cô sinh viên bình thường Lee Seol (Kim Tae Hee) bỗng trở thành công chúa và nhà ngoại giao đẹp trai giàu có Park Hae Young (Song Seung Heon). Phim có sự tham gia của hai diễn viên nổi tiếng Hàn Quốc Kim Tae-hee và Song Seung-heon.
Bộ phim được coi là quân át chủ bài trong trận chiến rating của đài MBC trong năm 2011.

## Tóm tắt
Lee Seol là một cô gái mồ côi cha mẹ, được một gia đình tốt bụng nhận về nuôi. Người cha mất, cô sống cùng với người mẹ nhân hậu và "cô chị gái" gian ngoa xảo quyệt Lee Dal. Nhưng cho đến một ngày kia Seol trở thành công chúa của hoàng thất vì cô chính là cô công chúa đã thất lạc bấy lâu nay. Những câu chuyện quá khứ dần dần được hé mở cũng là lúc sóng gió đến với câu chuyện tình yêu lãng mạn giữa công chúa Lee Seol và nhà ngoại giao đẹp trai Park Hae Young - cháu nội của nhà tài phiệt lớn của Hàn Quốc. Vì ông nội mình kiên quyết giao toàn bộ tài sản cho hoàng thất nên Hae Young quyết ngăn lại bằng được để cứu số tài sản của mình, thế nhưng cuối cùng chính anh lại rung động trước cô công chúa Lee Seol dễ thương xinh đẹp. Nhưng điều gì sẽ xảy ra khi Yoon Joo - Giám đốc Viện Bảo tàng - bạn gái của Hae Young (và là bạn gái cũ của Nam Jung Woo) luôn là "kỳ đà cản mũi" hai người, rồi sự việc cha của Hae Young gây ra cái chết cho cha của Seol? Chuyện gì sẽ xảy ra khi Lee Dal - chị gái Seol có được chiếc túi thơm của hoàng thất và khẳng định chính mình mới là công chúa? 
Vượt qua bao khó khăn, cuối cùng My Princess đã đem lại một kết thúc có hậu. Seol và Hae Young với tình yêu không gì ngăn cản đã đến bên nhau, hai "ác nữ" Yoon Joo và Lee Dal phải trả giá cho hành động xấu xa của mình. Phim đã đoạt tỷ lệ rating cao ngất và chiếm được tình cảm của người hâm mộ.

## Bảng phân vai
| Vai                                                             | Diễn viên       |
| --------------------------------------------------------------- | --------------- |
| Lee Seol                                                        | Kim Tae-hee     |
| Park Hae Young                                                  | Song Seung-heon |
| Oh Yoon Joo                                                     | Park Ye-jin     |
| Nam Jung Woo                                                    | Ryo Soo-yeong   |
| Park Dong Jae (ông nội của Hae Yoong, chủ tịch tập đoàn Daehan) | Lee Soon-jae    |
| Oh KiTaek (cha của Oh Yoon Joo)                                 | Maeng Sang Hoon |
| Lee Dal (chị nuôi Lee Seol)                                     | Kang Ye-sol     |
| Kim Da-bok (mẹ nuôi của Seol)                                   | Im Ye-jin       |